# Sojuela
Sojuela est une commune de La Rioja (Espagne), située à quelque 15 km de Logroño. Sa population au 1er janvier 2009 était de 201 habitants dans une superficie de 15.15 km ². Le village est situé à 669 m d'altitude.

## Culture et patrimoine

### Religieux
- L’église de Sainte Marie del Pópulo.